# Róbert Gátai
Róbert Gátai (n. 26 mai 1964, Budapesta, Republica Populară Ungară) este un scrimer ce a reprezentat Ungaria, medaliat olimpic. A participat la 2 ediții ale Jocurilor Olimpice (1988, 1992) în care a câștigat o medalie de bronz.